# Nombre premier cubain
En mathématiques, dans leur généralité, les nombres premiers cubains sont les nombres premiers de la forme:
Leur nom vient de ce que leur forme fait intervenir des cubes ,.

## Première espèce
Lorsque {\displaystyle \ x=y+1~}, on obtient les nombres premiers de la forme, :
autrement dit les nombres premiers différences de deux cubes consécutifs. Ce sont donc les nombres hexagonaux centrés premiers. 
Ils forment la suite A002407 de l'OEIS : 7, 19, 37, 61, 127, 271, 331, 397, 547, 631, etc.
Écrivant {\displaystyle 3y^{2}+3y+1} sous la forme canonique {\displaystyle {\frac {3(2y+1)^{2}+1}{4}}}, on voit que les nombres premiers cubains de première espèce sont les nombres premiers {\displaystyle p} tels que {\displaystyle 4p=3n^{2}+1} où {\displaystyle n} est impair. On conjecture qu'il y a une infinité de nombres de ce type.
En juillet 2023, le plus grand nombre premier cubain de première espèce connu, obtenu pour {\displaystyle y=3^{3304301}-1}, comportait 3 153 105 chiffres.

## Seconde espèce
Lorsque {\displaystyle \ x=y+2}, on obtient les nombres premiers de la forme :
autrement dit, les nombres premiers de la forme {\displaystyle 3n^{2}+1} où {\displaystyle n} est forcément pair ; ils forment la suite A002648 de l'OEIS : 13, 109, 193, 433, 769, 1201, etc. , correspondant aux valeurs de {\displaystyle n} successives : 2, 6, 8, 12, 16, 20,... (suite A111051 de l'OEIS).